# فريدي فيلدز
فريدي فيلدز (بالإنجليزية: Freddie Fields)‏ هو وكيل مواهب ومنتج أفلام أمريكي، ولد في 12 يوليو 1923 في Ferndale, New York ‏ في الولايات المتحدة، وتوفي في 11 ديسمبر 2007 في بيفرلي هيلز في الولايات المتحدة بسبب سرطان الرئة.

## وصلات خارجية
- فريدي فيلدز على موقع IMDb (الإنجليزية)
- فريدي فيلدز على موقع تيرنر كلاسيك موفيز (الإنجليزية)
- فريدي فيلدز على موقع قاعدة بيانات الفيلم (الإنجليزية)